# Phlogophora triangula
Phlogophora triangula är en fjärilsart som beskrevs av Holloway 1976. Phlogophora triangula ingår i släktet Phlogophora och familjen nattflyn. Inga underarter finns listade i Catalogue of Life.